# Biblioteche della provincia di Foggia
- Biblioteca Padre Antonio Fania (San Marco in Lamis) - Dall'anno della sua fondazione, il 1905, ha visto accrescere il suo patrimonio librario fino a raggiungere i 70.000 volumi, di cui quasi la metà sono libri stampati tra la fine del XV secolo e il 1830 a cui si aggiungono 10 incunaboli, 200 cinquecentine e circa 1000 seicentine[1]. È dotata di una sala di consultazione, di notevole pregio architettonico, da cui si accede alla Galleria dei Benedettini, dove è ospitata la preziosa raccolta archeologica, e alla Galleria dei Pastori[1]. Dal corridoio d'ingresso, che ospita una collezione di antichi paramenti, si accede alla SAggiungo spazioala Manicone e al Lapidarium medievale dove sono conservati i frammenti architettonici dell'antica abbazia benedettina di San Giovanni in Lamis, che sorgeva dove oggi sorge, appunto, il Convento di San Matteo[1]. L'emeroteca è di circa 300 testate fra quotidiani e riviste[1]. La Biblioteca, aperta al pubblico ed agli studiosi, offre, inoltre, un eccellente servizio di assistenza che comprende anche una guida alla lettura dei documenti e l'aiuto per stabilire contatti con altri studiosi ed istituti di ricerca[1].
- Biblioteca Comunale "Alfredo Petrucci" (San Nicandro Garganico). Ideata nel 1956 e fondata nel 1964, oggi ospitata nel Palazzo Fioritto, Largo Terravecchia. Corredata di oltre 12.000 volumi, il cui fondo cospicuo è quello di Lingua e Letteratura italiana, latina e greca, Storia e Filosofia, Storia dell'Arte, Storia locale e della Regione Puglia, Geografia, Musica, Diritto e  Teatro, dal classico al moderno, nonché narrativa per adulti e per ragazzi, saggistica per adulti e per ragazzi. Fornita di Enciclopedie e Tesi di Laurea dei Sannicandresi. Raccolte di leggi e decreti del Regno di Napoli, dal 1806 al 1860, e del Regno d'Italia. Raccolte di testate di giornali: la Gazzetta del Mezzogiorno, Unità, La Repubblica, Panorama. Le donazioni più rappresentative sono quelle di "Alfredo Petrucci", "Angelo Vocino" e "Luigi Vocino".
- Biblioteca Nicola Pitta (Apricena) - Fondata nel 1967, il patrimonio librario consta di 7500 volumi prevalentemente di narrativa[2]
- Biblioteca Giuseppe Stoico (Lesina) - Fondata nel 1970, custodisce all'interno delle sue sale gli abiti elaborati risalenti alle antiche tradizioni sartoriali medievali, ricordando la permanenza a Lesina della contessa Matilde di Canossa[3]. Il patrimonio librario si aggira intorno a 6000 volumi, a cui si aggiungono di anno in anno varie dotazioni librarie in corso di catalogazione ed una serie di nuovi testi aggiornati di saggistica e narrativa[3]. A tale dotazione libraria, si aggiungono riviste specializzate per settori, quotidiani, dalla Gazzetta Ufficiale (serie Speciale Concorsi), periodici per i ragazzi, oltre che opuscoli e riviste provenienti dal Parco Nazionale del Gargano[3]. Accanto ai volumi che costituiscono il corredo librario della biblioteca, si aggiunge anche una serie di testi donati alla biblioteca da scrittori locali che spaziano tra vari generi[3].
- Biblioteche Civiche Unificate di Manfredonia, che dispone di un'Emeroteca, per la consultazione della Gazzetta Ufficiale, dei quotidiani e delle riviste in abbonamento, due sale per la consultazione e lo studio, e una per la mediateca[4]. Dall primo fondo librario del 1910 (di circa 600 volumi) proveniente dal soppresso Convento dei Frati Minori della Curia Provincializia "S. Michele Arcangelo in Puglia", si è giunti all'attuale patrimonio librario di 27000 volumi prevalentemente di materia umanistica, con ampio spazio alla storia e alla cultura Sipontina e meridionale, ma con altre sezioni come: letteratura, storia, psicologia (aggiornato di recente), scienza, filosofia e sociologia attualmente in via di rinnovamento[4]. In questa biblioteca verranno esposte le monete della recuperata raccolta numismatica della Biblioteca Pascale, Fondo Bellucci, oltre che dell'importante manoscritto: "Il Cabreo di S. Leonardo", che tratta della storia del patrimonio dell'abbazia di S. Leonardo della Matina, antico monastero dei Templari[4].

## Biblioteche minori
- Biblioteca comunale, aderente al sistema della biblioteca provinciale La Magna Capitana[5]